# Charles-François Brisseau de Mirbel
Charles François Brisseau de Mirbel (París, 27 de marzo de 1776 - Levallois-Perret, 12 de septiembre de 1854) fue un botánico, briólogo, pteridólogo y político francés .
A los 20 años, es ayudante naturalista en el Museo Nacional de Historia Natural de Francia, donde comienza sus indagaciones con el microscopio.
Publica en 1802, el importante Traité d'anatomie et de physiologie végétales que lo coloca en la consideración de padre de la citología, histología, y de la fisiología vegetal.
En 1803, obtiene el puesto de intendente de los jardines del Château de Malmaison. Sus publicaciones posteriores lo ubican, en 1808, para entrar a la Academia de las Ciencias francesa y a la cátedra de Botánica de la Sorbona.
Con la Restauración francesa, su amigo Élie Decazes, ahora ministro del Interior, le ofrece el puesto de secretario general. Pero la caída del gobierno en 1829, marca el fin de sus ambiciones políticas y retorna al cargo en el Museo.
En 1823, Mirbel se casa con la pintora de miniaturas Lizinska Aimée Zoé Rue.
En 1837, Mirbel es elegido miembro extranjero de la "British Royal Society" de Londres.

## Obra científica
Hábil microscopista, Brisseau de Mirbel intuyó que las células vegetales se encontraban en todo el organismo. Asimismo, especuló acerca de la generación celular, sugiriendo que las células se formaban de novo en un líquido primitivo, como las cavidades en la espuma de un líquido en fermentación, y que la coagulación de ese líquido formaba una red continua de membranas: el tejido celular.

## Honores
Miembro de
- Légion d'Honneur
- Academia de las Ciencias Francesa
- Sociedad Filomática de París

### Epónimo
El género botánico Mirbelia Sm. 1805 fue nombrado en su honor.

## Algunas publicaciones
- Traité des arbres et arbustes que l'on cultive en France en pleine terre. Volumen 1. Con Henri-Louis Duhamel Du Monceau, Jean Loiseleur-Deslongchamps, Veillard, Jean-Henri Jaume Saint-Hilaire, Jean- Louis-Marie Poiret, Étienne Michel, Pierre-Joseph Redouté, Pancrace Bessa. Editor Chez Didot aîné, 1800

- De l'Influence de l'histoire naturelle sur la civilisation: discours prononçé au lycée républicain à l'ouverture du cours de botanique, le 9 nivôse an 9. Editor au lycée républicain, 32 pp. 1801

- Histoire naturelle, générale et particulière de plantes, 1802-1806 en línea

- Description des Végétaux rangés par Familles ... qu'ils présentent. Volumen 10 de Histoire naturelle, générale et particulière des plantes : Ouvrage faisant suite aux OEuvres de Leclerc de Buffon, et partie du Cours complet d'Histoire naturelle rédigé par C. S. Sonnini ... / Par C. F. Brisseau-Mirbel. Con George Louis Le Clerc de Buffon, Charles Sigisbert Sonnini. Editor Dufart, 434 pp. 1804

- Histoire naturelle, générale et particulière, des plantes: Description des végétaux rangés par familles ... Volumen 16. Con Nicolas Jolyclerc, Georges Louis Leclerc de Buffon (conde), Charles Nicolas Sigisbert Sonnini de Manoncourt. Editor	de l'imprimerie de F. Dufart, 409 pp. 1806 en línea

- Exposition de la théorie de l'organisation végétale, 1809 en línea

- Examen de la division des végétaux et endorhizes et exorhizes. 6 pp. 1810 en línea

- Mémoire sur l'anatomie et la physiologie des plantes de la famille des Labiées. 51 pp. 1810 en línea

- Analyse botanique des embryons endorhizes ou monocotylédonés, et particuliérement de celui des Graminées: suivie d'un examen critique de quelques mémoires anatomico-physiologico-botaniques. Con	Louis-Claude Richard. 148 pp. Editor	Courcier, 1811

- Traité d'anatomie et de physiologie végétales pour servir d'introduction à l'étude de la botanique, 1813 en línea

- Vues générales sur la végétation. 41 pp. 1813

- Éléments de physiologie végétale et de botanique, 1815 en línea

- Mémoire sur l'origine, le développement et l'organisation du liber et du bois. 1827

- Mémoire sur le zelkoua, Planera crenata: arbre forestier originaire des bords de la mer Caspienne et de la mer Noire, particulièrement propre aux plantations des grandes routes, des avenues et des places rustiques, dans les communes rurales. Con François André Michaux, René Louiche Desfontaines. Editor Chez Mme Huzard, 20 pp. 1831

- Recherches anatomiques et physiologiques sur le Marchantia polymorpha ... avec complement. 1833

- Physique végétale ou traité élémentaire de Botanique d'après Mirbel et Achille Richard. Con J. Douy, Achille Richard. 3ª edición de Barbier, 104 pp. 1834 en línea

- Nouvelles notes sur le cambium: extraites d'un travail sur l'anatomie de la racine du duttier. Abhandlungen botanischen Inhalts. Con Johann Georg Christian Lehmann. Editor Didot, 79 pp. 1842

- Notes sur l'embryogénie des Pinus Laricio et sylvestris, des Thuya orientalis et occidentales et du Taxus baccata (con Édouard Spach) - Annales des Sciences Naturelles, 1843 en línea

- Suite des recherches anatomiques et physiologiques sur quelques vegetaux monocotyles. 337 pp. 1845

- Organographie et physiologie végétale, 1849

- La abreviatura «Mirb.» se emplea para indicar a Charles-François Brisseau de Mirbel como autoridad en la descripción y clasificación científica de los vegetales.[1]